# Kreisreform Sachsen 2008
Kreisreform Sachsen 2008 (eller Forvaltnings og funktionsreform 2008 (Verwaltungs- und Funktionalreform 2008 / Kreisgebietsreform 2008)) træder i kraft 1. august 2008. Reformen er en ændring af delstatens opdeling og administration, med sammenlægninger af landkreise, og overflytning af statslige opgaver til kreise og kommuner. Et forslag om at afskaffe Regeringspræsidiet bliver ikke gennemført, men man ændrer betegnelsen til Landesdirektionen. 

## De nye Kreise
De 22 Landkreise bliver reduceret til ti og de syv kreisfrie byer bliver reduceret til tre. Beslutningen blev truffet med „Gesetz zur Neugliederung des Gebietes der Landkreise des Freistaates Sachsen und zur Änderung anderer Gesetze“ (SäGVBl. S. 102) den 22. og 23. januar 2008 af den Sachsiske Landdag, og den nye landkreisopdeling af Sachsen bliver:

### Landkreis Bautzen
Den nuværende Landkreis Bautzen bliver udvidet med Landkreises Kamenz og den kreisfrie by Hoyerswerda. Administrationsby bliver Bautzen.
Den nye Landkreis kommer til at omfatte 2.391 km² og bliver arealmæssigt den største Landkreis i Sachsen . Densindbyggertal bliver omkring 340.329 indbyggere (pr. 30. Juni 2006). hvilket forventes at falde til ca. 283.000 i 2020.

### Erzgebirgskreis
Erzgebirgskreis udgøres af Landkreisene Annaberg, Aue-Schwarzenberg, Stollberg og Mittleren Erzgebirgskreises . Administrationsby bliver i Annaberg-Buchholz.
Den nye landkreis får et areal på 1.827 km² og et indbyggertal på 390.715 mennesker(pr 30. Juni 2006), der forventes at falde til ca. 327.000 i 2020. Det er den befolkningsrigeste landkreis i Sachsen.

### Landkreis Görlitz
Landkreis Görlitz kommer til at omfatte områderne fra landkreisene Löbau-Zittau, Niederschlesischen Oberlausitzkreises og kreisfreien Stadt Görlitz. Administrationsby bliver Görlitz. Navngivningen af den kommende kreis er stærkt omstridt. Der er adskillige hedt diskuterede varianter, for eksempel „Niederschlesischer Oberlausitzkreis“, „Neißekreis“, „Landkreis Görlitz“, „Landkreis Ostsachsen“, „Ostoberlausitzkreis“ og flere andre. 
Den nye landkreis får et areal på 2.106 km² og et indbyggertal omkring 295.538 Einwohner (pr. 30. Juni 2006), der ventes at falde til 241.000 i 2020

### Landkreis Leipzig
Landkreis Leipzig bliver dannet af Landkreis Leipziger Land og Muldentalkreis. Administrationsby bliver Borna .
Den får et areal på 1.646 km² og et indbyggertal på 278.063 (pr. 30. juni 2006), der ventes at falde til ca. 234.000 i 2020.

### Landkreis Meißen
Den eksisterende Landkreis Meißen bliver udvider med Landkreis Riesa-Großenhain. Administrationsby bliver i Meißen.
Den nye landkreis får et areal på 1.453 km² og et indbyggertal på 263.052 (pr. 30. juni 2006), der ventes at falde til ca. 219.000 i 2020

### Landkreis Mittelsachsen
Landkreis Mittelsachsen bliver dannet af landkreisene Döbeln, Freiberg og Mittweida . Administrationsby bliver Freiberg. 
Den nye landkreis får et areal på 2.111 km² , og en befolkning på 346.546 indbyggere (pr. 30. juni 2006), som ventes at falde til ca. 298.000 i 2020.

### Landkreis Nordsachsen
Den nye landkreis Nordsachsen dannes ved en sammenlægning af Landkreis Delitzsch og Landkreis Torgau-Oschatz. Administrationsby bliver Torgau .
Landkreisen får et areal på 2.020 km² og et indbyggertal omkring 218.078 menneskrer (pr. 30. juni 2006), som ventes at falde til ca. 184.000 mennesker i 2020. Det er den landkreis med færrest indbyggere i Sachsen.

### Landkreis Sächsische Schweiz-Osterzgebirge
Landkreis Sächsische Schweiz-Osterzgebirge bliver dannet ved sammenlægning af Landkreis Sächsische Schweiz og Weißeritzkreis . Kreisen får administrationsby i Pirna.
Landkreisen får et areal på 1.654 km² og et indbyggertal på 260.684 mennesker (pr. 30. juni 2006), men det ventes at falde til ca. 217.000 indbyggere i 2020.

### Vogtlandkreis
Vogtlandkreis bliver udvidet med den kreisfrie by Plauen. Administrationsby bliver Plauen.
Den nye landkreis omfatter et areal på 1.412 km² , og et indbyggertal på 258.538 mennesker (pr. 30. Juni 2006) som venstes at falde til 224.000 i 2020.

### Landkreis Zwickau
Den nye Landkreis Zwickau bliver dannet af Landkreisene Chemnitzer Land, Zwickauer Land og den kreisfrie by Zwickau . Administrationsby bliver Zwickau.
Den nye landkreis får et areal på 949 km² , og bliver arealmæssigt den mindste landkreis i Sachsen,med et indbyggertal på 358.915 (pr. 30. juni 2006) der forvenstes at falde til ca. 299.000 mennesker i 2020.

## Indbyggertal og areal i de nye Kreise
| Landkreis                                                                                    | Indbyggertal pr 31. december 2007 | Indbyggertal Prognose 2020 | Areal i km² |
| -------------------------------------------------------------------------------------------- | --------------------------------- | -------------------------- | ----------- |
| Bautzen (Bautzen, Kamenz, kreisfreie Stadt Hoyerswerda)                                      | 333.470                           | 282.800                    | 2.390,62    |
| Erzgebirgskreis (Annaberg-Buchholz, Aue-Schwarzenberg, Mittlerer Erzgebirgskreis, Stollberg) | 382.571                           | 326.500                    | 1.828,35    |
| Görlitz (Löbau-Zittau, Niederschlesischer Oberlausitzkreis, kreisfreie Stadt Görlitz)        | 288.735                           | 241.400                    | 2.106,09    |
| Leipzig (Leipziger Land, Muldentalkreis)                                                     | 274.532                           | 233.500                    | 1.646,76    |
| Meißen (Meißen, Riesa-Großenhain)                                                            | 259.343                           | 219.400                    | 1.452,37    |
| Mittelsachsen (Döbeln, Freiberg, Mittweida)                                                  | 340.115                           | 297.500                    | 2.111,49    |
| Nordsachsen (Delitzsch, Torgau-Oschatz)                                                      | 214.184                           | 184.100                    | 2.019,82    |
| Sächsische Schweiz-Osterzgebirge (Sächsische Schweiz, Weißeritzkreis)                        | 257.655                           | 217.200                    | 1.653,60    |
| Vogtlandkreis (Vogtlandkreis, kreisfreie Stadt Plauen)                                       | 253.672                           | 224.100                    | 1.411,96    |
| Zwickau (Chemnitzer Land, Zwickauer Land, kreisfreie Stadt Zwickau)                          | 352.947                           | 299.000                    | 949,35      |

| Kreisfrie Byer | Indbyggertal pr. 31. december 2007 | Indbyggertal Prognose 2020 | Areal i km² |
| -------------- | ---------------------------------- | -------------------------- | ----------- |
| Chemnitz       | 244.951                            | 208.200                    | 220,86      |
| Dresden        | 507.513                            | 518.000                    | 328,30      |
| Leipzig        | 510.512                            | 520.100                    | 297,60      |